# Cieślik (ptak)
Cieślik (Cichlocolaptes leucophrus) – gatunek ptaka z podrodziny liściowców (Philydorinae) w rodzinie garncarzowatych (Furnariidae). Występuje endemicznie w Brazylii. Nie jest zagrożony.

## Zasięg występowania
Cieślik zamieszkuje w zależności od podgatunku:
- C. leucophrus leucophrus – cieślik cynamonowy[4] – płd.-wsch. Brazylia (płd. Bahia na płd. do Rio de Janeiro)[6]
- C. leucophrus holti – cieślik rdzawy[4] – płd.-wsch. Brazylia (São Paulo na płd. do płn.-wsch. Santa Catarina i płn.-wsch. Rio Grande do Sul)[7]

## Taksonomia
Gatunek po raz pierwszy w 1830 roku opisali szkocki ornitolog William Jardine i angielski ornitolog Prideaux John Selby, nadając mu nazwę Anabates leucophrus. Jako miejsce typowe odłowu holotypu wskazali Brazylię (tj. Serra do Imbé).

## Morfologia
Długość ciała 18–23 cm; masa ciała około 48 g.

## Status
Międzynarodowa Unia Ochrony Przyrody (IUCN) od 2016 roku uznaje cieśliki cynamonowego i rdzawego za odrębne gatunki i oba zalicza do kategorii najmniejszej troski (LC, Least Concern). Liczebność populacji obu tych taksonów nie została oszacowana, ale ptaki te opisywane są jako rzadkie, a trend liczebności ich populacji uznawany jest za spadkowy.